# Lallemantia peltata
Lallemantia peltata là một loài thực vật có hoa trong họ Hoa môi. Loài này được (L.) Fisch. & C.A.Mey. mô tả khoa học đầu tiên năm 1840.